# Wellcome Trust
Wellcome Trust — незалежний міжнародний благодійний фонд із центром у Лондоні (Велика Британія), який фінансує медично-біологічні дослідження для «покращення здоров'я, тому що хороше здоров'я робить життя кращим», його мета — «досягти екстраординарних покращень стану здоров'я, підтримуючи найяскравіші уми». Заснований в 1936 на спадкові кошти фармацевтичного магната Генрі Велкома. Нині це третій за величиною благодійний фонд у світі (див. Список найбільших благодійних фондів).
Значна частина грантів Wellcome Trust виділяється для відкриття нових ліків.
Wellcome Trust є співзасновником проекту «Геном людини», а також фінансує Інститут Сенгера. Веде Wellcome Collection (заснований у 2007 році), в рамках якого діє також Wellcome Library. У 2019 році Wellcome Trust також відкрив офіс у Берліні.

## Історія
У 1936 році помер фармацевтичний магнат, колекціонер та філантроп Генрі Велком. Його останньою волею було створення благодійної організації, основним активом якої став акціонерний капітал компанії. Велком хотів, щоб прибуток від неї пішов на медичні дослідження. Протягом перших двох десятиліть існування фонду його сукупні пожертвування становили понад мільйон фунтів стерлінгів. Однак вони різко зросли в період 1952-86 рр., збільшившись з 10 мільйонів фунтів стерлінгів до більш ніж 500. Здебільшого завдяки відкриттю ліків, зроблених Дж. Хітчінгс і Г. Елайон, удостоєних Нобелівської премії. Вони розробили перші ефективні засоби для лікування лейкемії, а також придушення імунної системи для успішної трансплантації органів. До 1985 року кошти у розпорядженні фонду досягли £1 млрд. До 1980-х Wellcome Trust залишався єдиним акціонером Wellcome Foundation. Проте 1986 року остання під назвою Wellcome PLC вийшла на фондовий ринок і Wellcome Trust продав чверть компанії. Потім Wellcome Trust продовжив продаж акцій і в 2000 році його кошти склали £ 15 млрд. На вересень 2016 вони перевищують £ 20 млрд.